# Thalassema marshalli
Thalassema marshalli is een lepelworm uit de familie Thalassematidae.
De wetenschappelijke naam van de soort werd in 1935 gepubliceerd door Prashad.